# جيريونغ
جيريونغ  هي مدينة في كوريا الجنوبية، تتبع مقاطعة تشنغتشونغ الجنوبية، بلغ عدد سكانها 39,243  نسمة في 2015، تبلغ مساحتها 60.7 كيلومتر مربع.